# ウジェーヌ・フロマンタン

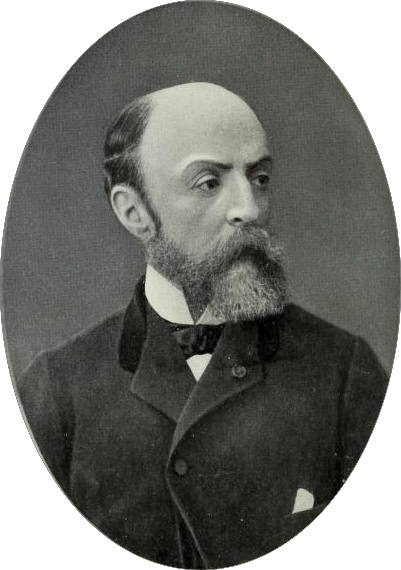
Eugène Fromentin

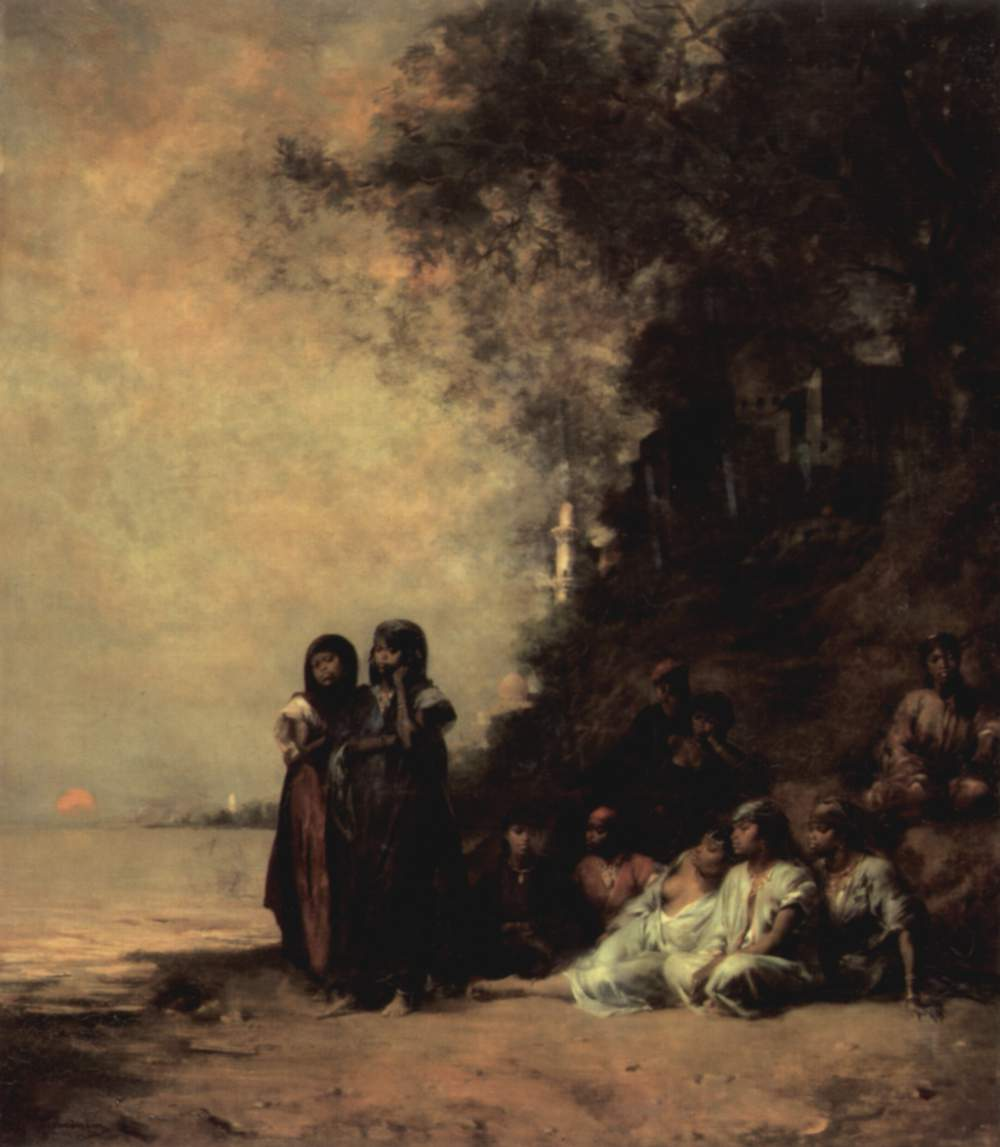
Ägyptische Frauen auf dem Rand des Nils, 1876

ウジェーヌ・フロマンタン（Eugene Fromentin、1820年10月24日 - 1876年8月27日）は、19世紀フランスの小説家、画家。

## 人物・著作
ラ・ロシェルで生まれた。フランス・ロマン主義時代後期に画家、評論家で活躍した。半自伝的小説の『ドミニック』（Dominique, 1863）で名を残している。プルースト風心理描写のさきがけとされる。
最晩年（1876年春）に出版した『昔日の巨匠たち』（Les maîtres d'autrefois Belgique-Hollande）は、ベルギー（フランドル）・オランダ絵画紀行で、代表作となった（なお旅行自体は前年75年7月に行った）。著名な画家ではルーベンス、ファン・ダイクを扱う。画壇・文壇（若き日のマルセル・プルーストの愛読書でもあった）で絶賛されただけでなく、1910年までに21版を重ねるほど一般読者にも好評を博したが、フロマンタン自身は初版刊より3ヶ月後に、故郷郊外の別荘で死去した。
他に紀行文で、アルジェリア滞在記『サハラの夏』（Un été dans le Sahara, 1857）と、チュニジア滞在記『サヘルの一年』（Une année dans le Sahel, 1858）がある。
また日記書簡（Correspondance Et Fragments Inédits／Lettres de Jeunesse）、および全集（Œuvres complètes, 2 vol, 1995）が刊。
絵画作品は、オリエンタリスト派として長期滞在した北アフリカの風景画が多い。画論（Visites artistiques, 1852）、（Simples Pèlerinages, 1856）も刊行。また画家として、アンリ・ジェルベクスに教えを施している。

## 著作（日本語訳）
- 杉本秀太郎訳『昔の巨匠たち ベルギーとオランダの絵画』（白水社、1992年）
- 高橋裕子訳『オランダ・ベルギー絵画紀行 昔日の巨匠たち』（岩波文庫 上・下、1992年）
- 鈴木祥史訳『昔日の巨匠たち ベルギーとオランダの絵画』（叢書・ウニベルシタス：法政大学出版局、1993年）
- 川端康夫訳『サハラの夏』（叢書・ウニベルシタス：法政大学出版局、1988年）- ※『サヘルの一年』は未訳。
- 市原豊太訳『ドミニック』（岩波文庫、復刊1988年）、初刊は1937年
- 安藤元雄訳『ドミニック』（中公文庫、1980年）、グーテンベルク21（電子書籍、2023年）で再刊
  - 初刊『新集世界の文学 3 アベ・プレヴォ、コンスタン、フロマンタン』（中央公論社、1969年）

絶版訳書
- 『昔日の巨匠たち』は戦後間もなく刊行（各 抄訳版）
  - 三輪福松（西洋美術史学者）訳『昔の巨匠達 第1部』座右宝刊行会 1948年
  - 三輪福松訳『レムブラント』座右宝刊行会 1948年
    - 三輪・村上暢通 訳『レンブラント その作品と生涯』（三彩社、1968年）

  - 関口俊吾・三輪啓三（画家）共訳『オランダ絵画紀行 過ぎし日の巨匠たち』宝雲舎 1949年
- 『ドミニック』も戦後間もなく刊行。
  - 那須辰造訳『悲恋 ドミニツク』白鳳書院 1949年、蒼樹社 1950年
  - 市原豊太訳『ドミニック』養徳社「養徳叢書 外国篇」1947年
- 池田公麿訳『ドミニック』-『世界文学全集40　メリメ、ノディエ、フロマンタン』（講談社、1979年）
  - 新編版（1989年刊）は『世界文学全集40　メリメ、ノディエ、リラダン』に変更

## 作家論
- フランソワ・フォスカ『文学者と美術批評 デイドロからヴァレリーへ』（大島清次訳、美術出版社「美術選書」、1962年） - フロマンタンの章で「昔日の巨匠」を論ず。
- アルベール・ティボーデ『内面の作家 ボードレール・フロマンタン・アミエル』（梶野吉郎・金井裕・川端康夫訳、而立書房、1974年）
- 『杉本秀太郎文粋1 エロスの図柄』（筑摩書房、1996年）- 作品論「フロマンタンの『ドミニック』」 、元版は「文学演技」筑摩書房